# Appsfire
Appsfire est une société découvreuse d'applications mobiles et une plateforme de promotion qui permet aux utilisateurs de trouver des applications mobiles pour iOS et Android, offrant des outils et des services aux développeurs pour lancer leurs applications,,. Elle a été cofondée par son Président, Ouriel Ohayon, l'ancien éditeur de TechCrunch, et son directeur de la technologie et directeur général Yann Lechelle,,. L'application Appsfire a été téléchargée plus de 10 millions de fois depuis son lancement. Les produits de la société ont recommandé 1,5 milliard d'applications à leurs utilisateurs et il y a plus d'1,5 million d'utilisateurs quotidiens. La société est basée à Paris (France), à Tel-Aviv (Israël) et à Sunnyvale, Californie (États-Unis).

## Histoire
En 2009, Ouriel Ohayon et Yann Lechelle fondent Appsfire. 
En février 2010, Appsfire lève les fonds du capital d'amorçage,,. Les business angel français Marc Simoncini, Jean-David Blanc, Jacques-Antoine Granjon et Xavier Niel fournissent le soutien financier, ainsi que Lerer Ventures,. 
En 2011, Appsfire reçoit 3,6 millions de dollars en investissement de capital risque Série  A de la part de IDinvest, un cabinet français de capital risque,. Cette même année, Appsfire atteint les 2 millions d'utilisateurs sur l'ensemble de la planète. 
En 2012, Appsfire achète l'application Appstatics, qui aide les développeurs à tracer le succès de leur application dans l'App Store iOS et l'App Store Mac.
En 2014 à la suite du changement des règles de l'App Store d'Apple sur la découvertes d'application , les fondateurs effectuent un "pivot" stratégique et décident de se lancer sur le marché de la publicité mobile.
En 2015 la société est mise en vente, elle est rachetée par Mobile Network Group . Yann Lechelle quitte la société. Appsfire continue d'opérer.

## Concept
Appsfire fournit un service de découverte des applications mobiles pour iOS et Android,,. La société développe des applications et des services qui aident à trouver et à recommander des applications mobiles appropriées à chaque utilisateur ; elle peut aussi trouver des applications disponibles gratuitement ou à prix réduit. Elle classe les applications sur un critère de qualité (App Score) plutôt que sur le nombre de téléchargements. En outre, Appsfire offre des outils aux les développeurs d'applications pour lancer leurs propres applications,. Des sociétés comme Barnes & Noble, Paramount Pictures et Spotify ont utilisé la plateforme pour promouvoir leurs applications.

## Produits
Appsfire 4.1, lancée en 2013, est une application mobile gratuite qui aide les utilisateurs à trouver des applications pertinentes et des offres sur les applications,. Elle recommande les applications à partir des goûts signalés de l'utilisateur et fournit des résultats de recherche classés par nom d'application, développeur, catégorie ou besoin,. Les utilisateurs peuvent partager leur activité sur Facebook et Twitter et voir quand leurs amis ont ajouté des favoris, sauvegardé ou téléchargé,. Chaque application recommandée possède un "Badge" caractéristique qui utilise des icônes pour indiquer les différents aspects de l'application, comme le statut de bestseller ou bien si elle est semblable à une autre application.
En 2011, Appsfire introduit App Scores dans son application mobile, un classement de qualité pour les applications,. L'application classe les applications avec une échelle de 1 à 100, où 100 est le score le plus élevé. Elle est basée sur un algorithme qui prend en compte la consistance, la fréquence et la rapidité des notes des applications d'après les informations de téléchargement des utilisateurs, et combine cette information avec la réputation du développeur et les mentions sur le web pour déterminer le score de l'application,,. App Scores permet d'avoir une vision d'ensemble des performances d'une application. Elle peut évaluer la valeur d'une nouvelle application même si elle n'a pas de commentaires ou de classement dans la boutique d'application, et peut révéler des applications moins connues et de haute qualité,. L'application offre un système de découverte alternatif au classement des boutiques d'applications,.
La trousse de développement logiciel Appsfire’s App Booster est une trousse à outils marketing qui permet aux développeurs d'augmenter leur engagement auprès de leurs utilisateurs,. La trousse de développement logiciel fournit une boîte de réception bidirectionnelle pour les développeurs ; elle peut envoyer des notifications push et des notifications In App et faire de la promotion croisée pour leurs autres applications. Elle fournit également un système natif de feedback avec la recherche analytique correspondante. 
Appstatics trace le classement des applications iPhone, iPad et Mac apps dans leurs boutiques d'applications respectives,. Les développeurs peuvent trouver l'application qu'ils veulent tracer et consulter les commentaires et les classements de toutes les applications dans chaque pays sans avoir à créer un compte local différent dans la boutique d'application,.